# Batrachosuchus
Batrachosuchus is een geslacht van uitgestorven temnospondyle Batrachomorpha (basale 'amfibieën'), dat voorkwam in het Trias.

## Beschrijving
Deze vijftig centimeter lange amfibie had een korte en brede driehoekige schedel met dicht bij elkaar staande neusgaten en ver uit elkaar staande oogkassen. De bovenkaakbeenderen maken deel uit van de buitenomtrek.

## Leefwijze
Dit dier leefde aan het wateroppervlak, waar het zich voedde met kleine prooidieren, die werden opgeslobberd.

## Vondsten
Fossielen van dit dier werden gevonden in Afrika.